# Эммерцхаузен
Эммерцхаузен (нем. Emmerzhausen) — община в Германии, в земле Рейнланд-Пфальц. 
Входит в состав района Альтенкирхен-Вестервальд. Подчиняется управлению Даден.  Население составляет 726 человек (на 31 декабря 2010 года). Занимает площадь 7,07 км².